# Jareb Dauplaise
Jareb Dauplaise (Melbourne, 18 marzo 1979) è un attore statunitense.

## Biografia
Già dall'età di tre anni recita in una chiesa di Melbourne. Dopo aver frequentato il "Florida School of Arts" a Palatka, partecipa ad alcuni spot e nel 2002 partecipa al suo primo film, Night Terror.

## Filmografia parziale

### Cinema
- Night Terror, regia di Ric La Monte (2002)
- Epic Movie, regia di Jason Friedberg e Aaron Seltzer (2007)
- 3ciento - Chi l'ha duro... la vince (Meet the Spartans), regia di Jason Friedberg e Aaron Seltzer (2008)
- Le mie grosse grasse vacanze greche (My Life in Ruins), regia di Donald Petrie (2009)
- Transformers - La vendetta del caduto (Transformers: Revenge of the Fallen), regia di Michael Bay (2009)

### Televisione
- Zack e Cody al Grand Hotel (2005)
- Zeke e Luther (2009)
- Detective Monk
- E.R. - Medici in prima linea
- Hard Times - Tempi duri per RJ Berger (2010)

## Doppiatori italiani
- Paolo Vivio in Epic Movie, 3ciento - Chi l'ha duro... la vince, Le mie grosse grasse vacanze greche